# Municipio de San Gabriel
El municipio de San Gabriel es uno de los 125 municipios en que se divide el estado mexicano de Jalisco. Su cabecera es la localidad de San Gabriel.

## Datos geográficos

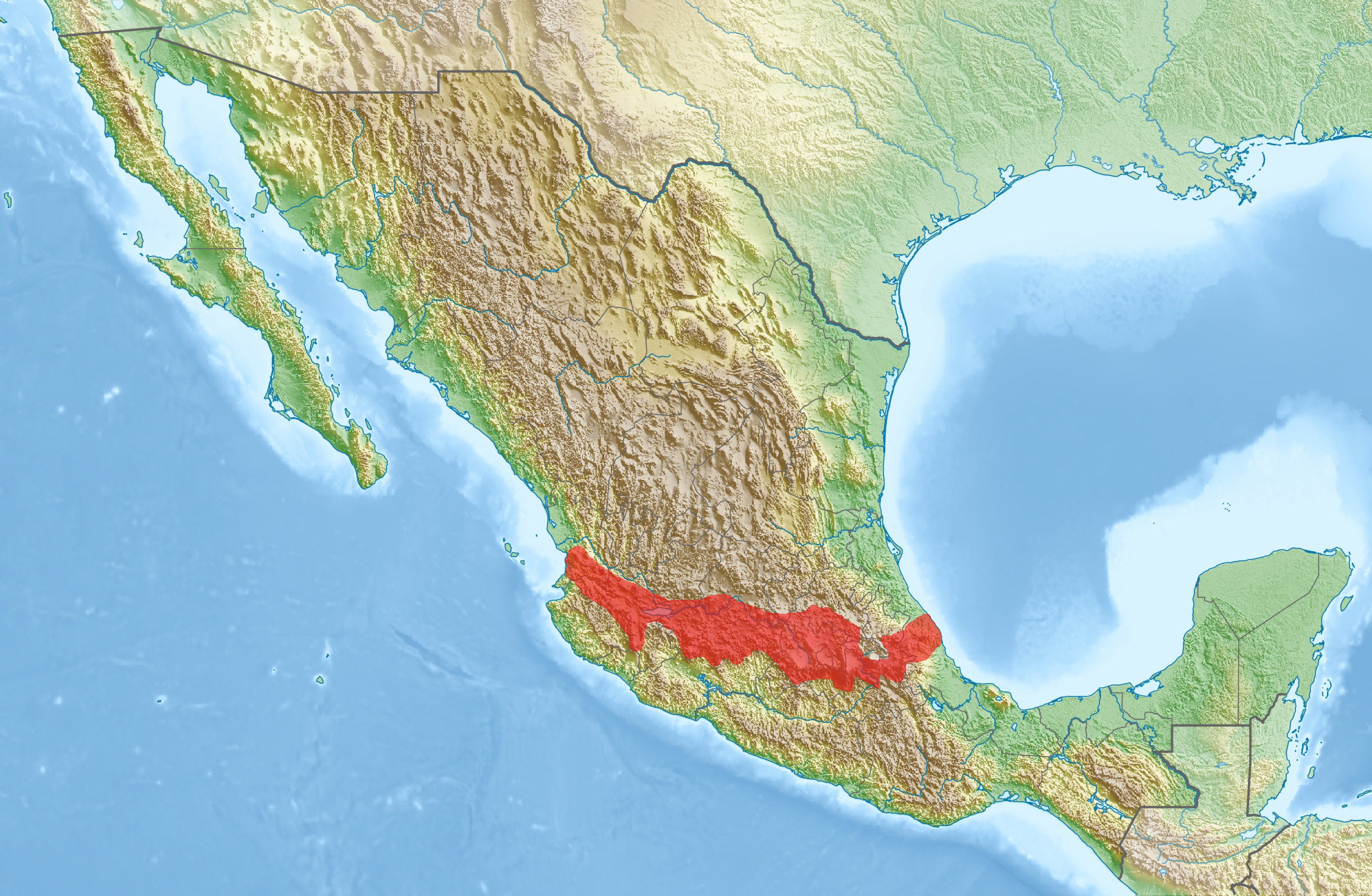
Ubicación del Eje Volcánico Transversal.

### Situación
El municipio de San Gabriel, Jalisco, se localiza al centro de la Región Sur del Estado, su ubicación se da entre las coordenadas 19°35′50″ y los 19°48′55″ de latitud norte; y entre los 103°31′55″ a los 103°54′0″ de longitud oeste, a una altitud de 1264 metros sobre el nivel del mar.

### Delimitación
Limita al norte con los municipios de Tapalpa y Sayula, al sur con Tolimán y Zapotitlán de Vadillo, al oriente con Zapotlán el Grande y Gómez Farías, y al oeste con Tonaya y Tuxcacuesco.
Fuente: Los Municipios de Jalisco. Colección: Enciclopedia de los Municipios de México. Secretaría de Gobernación y Gobierno del Estado de Jalisco. 1988.

### Extensión
Tiene una superficie de 449,01 km².

### Geología
Los terrenos que constituyen el municipio son los del período Cretácico, compuestos por rocas sedimentarias, lutita-arenisca.

### Topografía
Este municipio presenta una orografía muy irregular, hay desde zonas planas y semiplanas con lomas y laderas de 1.300 a 1.600 m s. n. m., así como tierras accidentadas con sierras y montañas que van de los 1.600 a los 3.700 metros sobre el nivel del mar hasta encontrar tierras planas que oscilan entre los 1.000 y los 1.300 m s. n. m. que están destinadas para la producción de pastos, para la agricultura y la ganadería. En este municipio es importante la existencia del Eje Volcánico Transversal en las inmediaciones de los municipios de Sayula y Tapalpa.

### Clima
En este municipio pueden considerarse dos tipos de clima principalmente; templado y semicálido. La temperatura media anual es de 21,3 °C con una precipitación media anual de 741,6 milímetros, con régimen de lluvias en los meses de junio, julio y agosto, principalmente. Los vientos dominantes soplan en dirección del suroeste. El promedio de heladas al año es de 2,9 días. En regiones como la nuestra que no hace ni mucho frío ni calor el clima predominante es el templado, en la época de la primavera el clima es muy agradable ya que los vientos mantienen la frescura. En verano, se siente calor durante el día sin llegar a los extremos, con una humedad aceptable en invierno.
En los meses de mayo, junio y julio Es cuando más calor hace ya que se alcanzan los 34,5 °C

### Hidrografía
Cuenta con el río Jiquilpan, así como con los arroyos: Salsipuedes, Las Ánimas, Ojo de Agua, La Trucha, Los Cajones, Puerco, Los Zapotitos, Las Amarillas, Rancho de Teja, El Carpintero, El Salto, Agua Fría, entre otros. También tiene las presas: El Bordo, Las Cuatas, Presa de Tierra, La Viborita, La Lobera, El Organito, Las Majadas, La Croix, La Tinaja, Alista, Telcampana, El Tepamal, Los Gallos, El Tepozal, Del Muerto, El Jazmín, El Aguaje.

### Suelos
Los suelos pertenecen al tipo de regosol eútrico y feozem háplico como dominantes y al cambisol crómico y litosol como asociados.

### Vegetación
Las zonas boscosas se encuentran cubiertas de pino y encino. En las partes más bajas, se encuentra vegetación llamada “selva baja” con especies como palo dulce, huisache y grangeno, las partes más ralas o limpias se dedican a la agricultura y los pastizales para la ganadería.

### Fauna
En las sierras de este municipio, habitan animales como el gato montés, zorrillo, coyote, ardillas, tejones, liebres, conejos, lagartijas, entre otros. También hay aves como: gorriones, agraristas, zanates, zopilotes, codornices, huilotas, chuparrosas y muchos más.

### Recursos naturales
La riqueza natural con que cuenta el municipio está representada por 16.202 hectáreas de bosque donde predominan especies de pino, encino, palo dulce, huizache y granjeno, principalmente. Sus recursos minerales son yacimientos de cantera, sal, arena y arcilla.

### Uso del Suelo
La mayor parte del suelo tiene un uso forestal, ejidal y de pequeña propiedad, beneficiando a una buena parte de sus habitantes.

## Demografía

### Localidades
En el censo de 2020 el municipio de San Gabriel contaba con 63 localidades.
| Código INEGI      | Localidad         | Población (2020) |
| ----------------- | ----------------- | ---------------- |
| 141130001         | San Gabriel       | 5 109            |
| 141130030         | Jiquilpan         | 1 715            |
| 141130141         | Las Primaveras    | 1 397            |
| 141130029         | El Jazmín         | 1 176            |
| 141130004         | Alista            | 1 065            |
| Otras localidades | Otras localidades | 6 086            |
| Total municipal   | Total municipal   | 16 548           |

## Delegaciones o poblaciones más importantes
Alista, Jiquilpan, San Gabriel, La Croix, La Guadalupe, Apango, El Jazmin, Los Ranchitos, San Antonio, San Isidro, San José, El Tepozal, TotolimiSpa, Los Camichines, Los García, Telcampana

## Comunicación y Actividades
El Comercio y las principales Actividades del Municipio de San Gabriel

### Servicios públicos
- Agua potable 94,73
- Drenaje y alcantarillado 80,46
- Energía eléctrica 94,52

El municipio también ofrece a sus habitantes los servicios de: Policía, biblioteca pública, registro civil, agencia del Ministerio Público, Juzgado de Primera Instancia, seguridad vial, parques y jardines, centros recreativos y deportivos, casino municipal, panteones, oficina recaudadora de rentas, cárcel.
En materia de seguridad pública se tiene una fuerza de 8 elementos que están en la nómina municipal, pero también se dispone del apoyo de la Dirección de Seguridad Pública del Estado con varios elementos.
La cárcel municipal es para quienes cometen violaciones al Reglamento de Policía, Tránsito y Buen Gobierno.
La impartición de la justicia queda en manos de un juez de Primera Instancia, perteneciente al partido judicial número 21.
Por lo que se refiere a la situación legal de la propiedad, existen problemas en dos comunidades habitadas por unas 200 personas que carecen de escrituras de propiedad. En cuanto a los 18 ejidos, hay conflictos por los linderos y falta de créditos de apoyos al campo.

### Medios de comunicación
Cuenta con los servicios de: correo, telégrafo, teléfono automático, telefonía celular, internet de banda ancha, fax, radiotelefonía, se recibe señal de T.V., señal vía cable (T.V.), hay un periódico local “La Voz del Llano” y uno más llamado la voz del Profeta periódico de "don robert" conocido como el "boca abierta", cabe señalar que este personaje se lanzó para ser presidente del pueblo, pero desafortunadamente pierde las elecciones con tan solo conseguir 7 votos a su favor, su prioridad era buena estaba dispuesto a solo recibir su quincena muy reducida y dispuesto por tener un mejor municipio.

### Red viaria
Se puede arribar al municipio de San Gabriel a través de la carretera Guadalajara-Sayula-San Gabriel o por la autopista Guadalajara-Ciudad Guzmán-San Gabriel, con un recorrido de 150 kilómetros, aproximadamente. También se puede llegar desde Ciudad Guzmán, vía El Jazmín-San Gabriel, recorriendo un tramo de 55 kilómetros, aproximadamente, o por El Grullo-Tonaya-San Gabriel, también lo pueden hacer por una ruta ecoturística Guadalajara-Atemajac-Tapalpa-San Gabriel o directamente de Tapalpa a San Gabriel con un tramo de 38 km aproximadamente.
Se cuenta también con una serie de caminos revestidos y brechas que lo comunican con sus demás localidades, hay autobuses directos y vehículos de alquiler.
Carece de vías férreas y de aeropuerto, sólo se cuenta con una pequeña aeropista de uso privado.

### Turismo
El turismo es uno de los principales factores para el desarrollo económico en el municipio de San Gabriel. Existen diversos monumentos entre los que sobresalen el de Cristo Rey en el Cerro Viejo, asimismo hay diversos templos y capillas de gran atractivo, antiguas haciendas y atractivos naturales muy interesantes. Hay también sitios históricos y culturales únicos como los petroglifos prehispánicos, entre otros.
Se cuenta con tres hoteles, cinco restaurantes y tres líneas de autobuses interurbanos.

### Lugares de interés
Entre los lugares de interés poco conocidos de San Gabriel,  se encuentran las ruinas del acueducto que se encuentran tras el santuario, La capilla del cerrito de la cruz, la roca de la Tescalama, La Toma, La Contrapesa, La Puerta de Ladrillo, La noria de la Guadalupe, El puente San Gabriel (donde Juan Díaz Santana se inspiró para escribir Rayando el sol), La Piedra Cargada, el puente del manguito, la hacienda de la sauceda. entre muchos otros sitios.

## Arte
El Arte en San Gabriel

### Arquitectura
- La parroquia del Señor de la Misericordia de Amula, construida de 1833 a 1836, anexa a la misma la Capilla de la Virgen del Refugio y la de San Vicente.
- El Santuario de la Virgen de Guadalupe, construido del 10 de mayo de 1874 al 23 de enero de 1879, fecha en la que fue bendecida solemnemente.
- La Capilla de la Sangre de Cristo, bendecida solemnemente el 15 de enero de 1894, se construyó entre 1891 y 1894 y fue donada por el señor Rafael Aguilar.
- Los amplios y bellos portales Guerrero, Corona, Zaragoza, Ocampo y Degollado. También se cuenta con una capillita denominada “Del Cerrito de la Cruz”.
- Hay parroquias en: Alista, El Jazmín y en Jiquilpan. Sin olvidar el monumento a Cristo Rey construido en la cima del llamado “Cerro Viejo” hacia 1950.

### Historia
Aún se conservan en buen estado la Hacienda de Buenavista, la Hacienda de La Guadalupe y La Sauceda, y restos de las exhaciendas de El Jazmín, Telcampana, San José, Totolimispa, entre otras.

### Arqueología
En las faldas del cerro de Jiquilpan, se encuentran petroglifos prehispánicos que representan espirales, círculos y figuras estilizadas; también se encuentran unas “esculturas” de piedra denominadas “Las Piedras Niñas”.

### Escultura
Considerada una obra de arte, es la escultura del Señor de la Misericordia de Amula, retocada el 19 de marzo de 1836 por don Tomás Rodríguez, y el monumento a Cristo Rey, en el Cerro Viejo.

### Pintura
La de don Miguel Hidalgo y Costilla, plasmada por Enrique Trujillo González en 1971, además de otra pintura del escudo de armas del municipio, realizada en 1994, y una más del escudo del Cuarto Centenario de la Fundación de la localidad, hecha en 1976.

### Literatura
El escritor Juan Rulfo ha ganado justificadamente fama mundial con sus dos obras:
a) “El llano en llamas” apareció en 1953 y consta de una colección de cuentos cuyo tiempo se ubica en los momentos en que el país vivía el preámbulo de la revolución mexicana.
b) “Pedro Páramo” apareció en 1955 y es una extraordinaria novela en la que plasma al cacique de un pueblo (Comala) que es el dueño de vidas, mujeres y de grandes haciendas.

### Música
En el campo de la música existen varias melodías que han alcanzado fama mundial, como la titulada Puerto de ilusión, de Rosario Morales, originaria de Apango, Jalisco, en esta municipalidad; otra, titulada Rayando el sol”, del gabrielense Jesús Yáñez Gómez; recientemente se han compuesto El corrido de San Gabriel, con letra del mencionado Jesús Yáñez Gómez y con música de Ramón Rodríguez Blas; El son de San Gabriel, con letra y música de don José González Barajas, y Arriba San Gabriel, con letra y música del ingeniero Manuel González López.[cita requerida]
También cuenta con varias banda (de música sinaloense) como; Banda Morena del Llano (Totolimispa), Banda Reyna del Llano (Totolismpa), La Agua Dulce (Alista), así como con un grupo de Música Religiosa del Municipio de San José y un grupo de Música Versátil en Municipio de Jiquilpan.
Por otra parte, en San Gabriel nació uno de los compositores mexicanos de música para orquesta más importantes del país: Blas Galindo Dimas (contemporáneo de José Pablo Moncayo), cuyas obras son una mezcla de sonidos sinfónicos, con algunos de origen indígena, dando así un matiz muy peculiar a sus composiciones. Algunas de las más importantes son: Sones de mariachi, Concierto para piano y chelo, Cantata a Benito Juárez, Cantata a la patria, etc.

### Artesanías
En el ramo de las artesanías, se producen textiles, sarapes confeccionados de lana, sillas de montar y equipales de otate y cuero. También encontraremos artículos de plata y oro y artesanías en madera. Especial atención merece la confección de huaraches de cuero y, en las ladrilleras, se hacen macetas para las plantas con algún motivo artístico.

### Deporte "Fútbol"
A partir de la temporada 2018-2019, se creó la nueva Liga "SUR DEL LLANO" la cual está conformada por 18 equipos de los municipios de San Gabriel, Toliman, Tuxcacuesco y Zapotitlan de Vadillo, los equipos que conforman dicha liga en esta temporada son: San Gabriel, Club Silver, Chivas de Jiquilpan, Cachorros de Jiquilpan, Nacional de Alista, Rojos de Alista, Potros de San Isidro, River La Guadalupe, El Jazmin, Atlético Copala, Copala JR, Deportivo Tuxca, San Miguel, Zapotitlan de Vadillo, Toliman, Deportivo Fátima, Santa Elena y San Antonio.
Se cuenta con dos categorías, la primera que es de edad Libre y la segunda que permite jugadores hasta de 26 años, habitualmente los partidos se llevan a cabo los domingos entre las 11.30 y 14.30 horas, en los diferentes campos de los 4 municipios.
Cabe resaltar que en el 2019, se coronara el primer campeón de dicha liga.

### Amateurs
Se cuenta con 2 ligas la Liga Sur del Llano y la Liga de Veteranos

### Veteranos
La Liga de Veteranos está formada actualmente por 17 equipos, de los municipios de San Gabriel, Tonaya, Toliman y Copala, en dicha liga se permite la participación de jugadores de 30 años en adelante, esta liga está conformada (temporada 2018-2019) por los siguientes equipos: Silver, Milenio, Jazmin, La Croix, El Platanar, San Pedro, Real Cachorros, River, Real Copala, Coatlancillo, San Isidro, Cariñosos, Chachahuatlan, Apango, Paso Real, Chacholo y Toliman.
Los partidos de esta liga se llevan a cabo los días sábados por la tarde entre las 4.30 y 5.30 de la tarde.
Actualmente el equipo campeón de la temporada pasada (2017-2018) es el equipo River (que también es campeón de la temporada 2016-2017).

### Gastronomía
En esta localidad se puede saborear la mejor birria, ya sea de chivo, de cerdo con pollo o de ternera. También es muy común degustar el pipián, el atole y los tamales, las enchiladas dulces rellenas de carne, los sopitos, el mole, el pozole y el menudo de res. Hay una comida llamada “bote” que se prepara con varias carnes: pescado, pollo, res, cerdo, etc., que posteriormente son puestas al fuego en un bote alcoholero con sus respectivos condimentos.
En cuanto a los dulces, se puede probar el “rollo de guayaba”, los dulces caseros, las frutas en almíbar, los “borrachitos” preparados con azúcar, leche y alcohol, también se prepara el aromático guayabate y varias frutas cocidas.
En cuanto a las bebidas, se preparan aquí: el atole blanco de masa o de diferentes sabores como son de piña, de tamarindo, de guayaba, de fresa, etc., o si lo desea hay ponche de granada, de mango, de arrayán o por qué no el sabroso mezcal, el pulque y, por supuesto, las famosas “faustinas” que se preparan con frutas de temporada, vino y un poco de sal, todo con abundante hielo y servido en una copa ancha.

## Fiestas populares y religiosas
La fiesta más concurrida, es la dedicada al Señor de la Misericordia de Amula, durante el mes de enero. Comienza con un “repique” de campanas para luego proseguir con peregrinaciones locales y foráneas durante nueve días, en este lapso de tiempo hay celebraciones de misas, confirmaciones y primeras comuniones, para culminar el tercer domingo del mes, con la concelebrada Misa de Función a la que asiste el Señor Obispo de la diócesis de Ciudad Guzmán, Jal., y varios sacerdotes invitados.
Terminadas las fiestas religiosas, comienza la fiesta taurina el mismo tercer domingo y continúa por nueve o diez días, en las que hay serenatas, bailes, quema de juegos pirotécnicos y música que corre a cargo de la banda de música local “Irineo Monroy” fundada desde 1960.
En los últimos días del mes de septiembre se celebra a San Gabriel Arcángel con una serie de eventos religiosos y populares.
En octubre se celebra a San Francisco de Asís, también con un novenario.
Diciembre es el mes dedicado a la Virgen de Guadalupe; antes del día 12 señalado como día de la “función” y durante 40 días anteriores las gentes hacen los rosarios rezados por la calle, desde sus hogares hasta el templo, para culminar con la obligada visita en donde se visten de “indios” emulando a Juan Diego y postrándose a los pies de la Virgen en profundo fervor guadalupano, pagándose de esta manera las “mandas” por algún milagro o favor recibido de ella.

## Tradiciones y costumbres
Se celebra el “día de muertos” el día 2 de noviembre, llevando arreglos florales a las tumbas de los seres queridos y orando fervorosamente frente a ellas, en ocasiones se celebra una misa.
También es frecuente la visita a las “cruces” de los diferentes barrios que se celebra el día 3 de mayo.
El día 29 de junio “día de San Pedro y San Pablo” se celebra con una visita a la loma en la que se hace día de campo llevando comidas y bebidas típicas de la localidad.
Pasear los domingos en el jardín principal y escuchar las notas de la banda de música local, jóvenes y muchachas dan “vueltas” alrededor del kiosco intercambiando flores, sonrisas y promesas.
El martes de carnaval se acostumbra que la gente dora maíz en el comal, le agregan canela o anís y lo llevan a moler, elaborando de esa manera el pinole.
La celebración de las fiestas patrias, además de los eventos cívicos, se celebra con el palo y puerco encebados que ofrecen numerosos premios, carreras de caballos, carreras de bicicletas, encostalados y el tradicional desfile.

## Escuelas
En todo el municipio de San Gabriel se cuenta con varios jardines de niños, escuelas primarias en ambos turnos, secundarias técnicas y generales, así como telesecundarias y preparatoria.
En la cabecera “San Gabriel” se cuenta con 4 escuelas primarias (una de turno vespertino), también se cuenta con 2 secundarias; Escuela Secundaria Foránea que imparte clases por la tarde, y la Escuela Secundaria Técnica n.º 37 (en la que se imparten diversas actividades a los alumnos tales como computación, secretariado, industria del vestido, industrialización de carnes frías y hortalizas.) esta escuela cuenta con un módulo en el municipio vecino de Jiquilpan, y podemos subrayar que la misión de ambas escuelas es formar jóvenes gabrielenses y de municipios vecinos con un gran futuro dándole las bases, se cuenta con una Preparatoria de la Universidad de Guadalajara (es un módulo que pertenece a la Preparatoria de Sayula.) así como una academia donde se imparten clases de secretariado como lo más básico en computación.
Se cuenta también con apoyos de Educación Especial como lo es el Centro de Educación Especial #56 Pudenciana Cervantes Chávez donde se atienden alumnos con discapacidades desde nivel inicial hasta capacitación para el trabajo así como la USAER San Gabriel ubicadas en algunas escuelas de educación básica regular.